# Astragalus albulus
Astragalus albulus är en ärtväxtart som beskrevs av Elmer Ottis Wooton och Paul Carpenter Standley. Astragalus albulus ingår i släktet vedlar, och familjen ärtväxter. Inga underarter finns listade i Catalogue of Life.